# Unterlaus

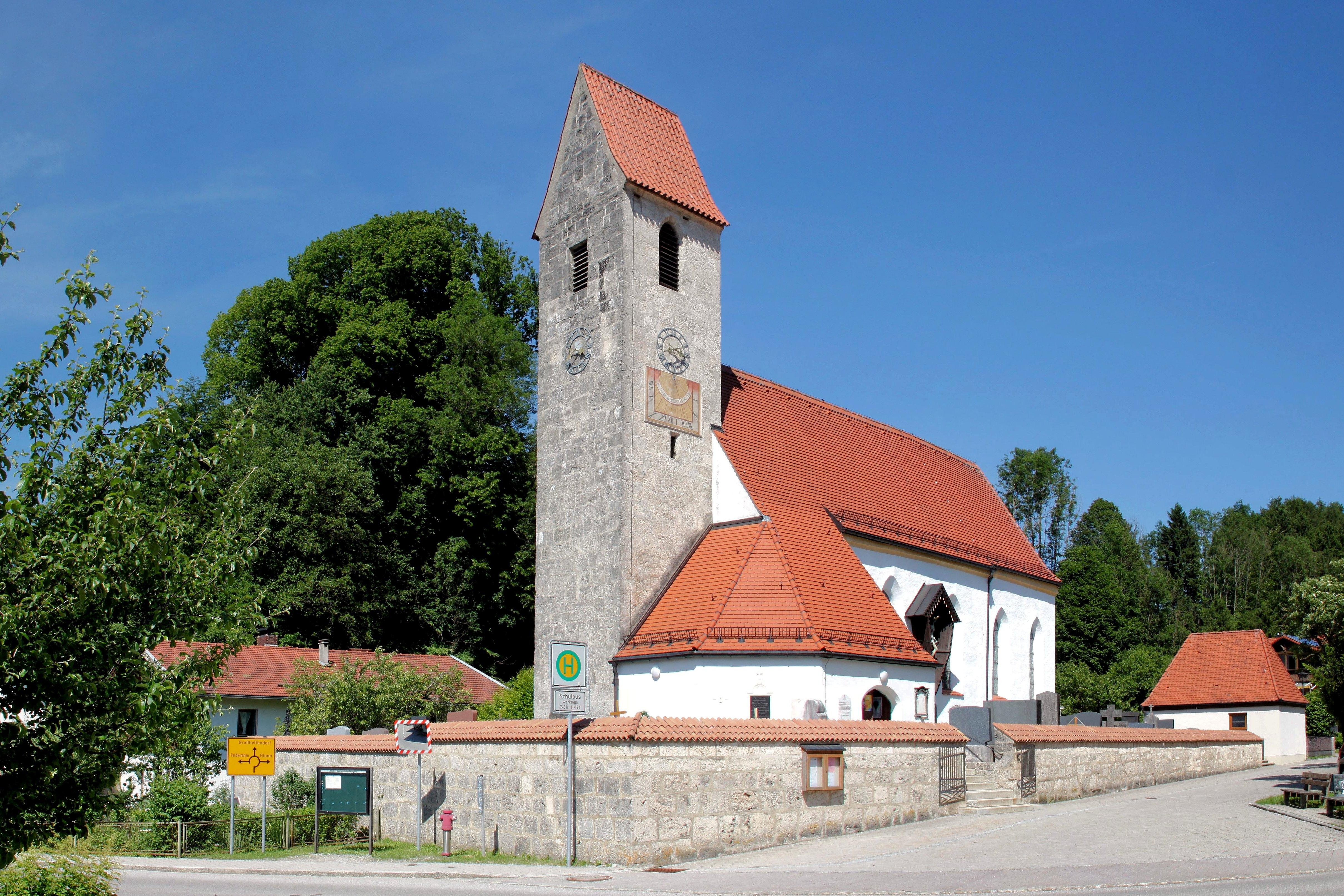
Kuratie St. Vitus

Unterlaus ist ein Ortsteil der Gemeinde Feldkirchen-Westerham im Landkreis Rosenheim. Das Kirchdorf liegt im Norden der Gemeinde auf einer Höhe von 563,7 m ü. NN und hat 156 Einwohner (Stand 31. Dezember 2004). Unterlaus liegt an der Nordostspitze des Lauser Weihers und bildet zusammen mit Oberlaus den Gemeindeteil Laus. Bereits 821 wird Laus (damals Luges) erwähnt aufgrund der Einweihung einer Kirche durch Bischof Hitto von Freising.

## Sehenswürdigkeiten
Die katholische Kuratie Hl. Vitus ist ein Tuffsteinbau aus der Spätgotik und besitzt im Innern eine hochwertige Ausstattung im Übergangsstil vom Hoch- zum Spätbarock.